# Tanis (Stati Uniti d'America)
Tanis è un sito fossilifero situato nel Dakota del Nord sud-occidentale, Stati Uniti. Fa parte della ampiamente studiata Formazione Hell Creek, una regione geologica rinomata per le numerose e significative scoperte paleontologiche risalenti al Cretaceo superiore e al Paleocene inferiore. In modo unico, Tanis sembra registrare in dettaglio, ampie prove degli effetti diretti dell'impatto dell'asteroide gigante Chicxulub che colpì il Golfo del Messico 66,043 milioni di anni fa spazzando via tutti i dinosauri non-aviari e molte altre specie (la cosiddetta estinzione "K-Pg" o "KT") e ponendo fine non solo al Cretaceo ma anche al Mesozoico. L'evento di estinzione causato da questo impatto diede inizio al Cenozoico, dando l'opportunità ai mammiferi, compresi gli antenati degli esseri umani, di affermarsi come il gruppo dominante sulla Terra.

## Scoperta

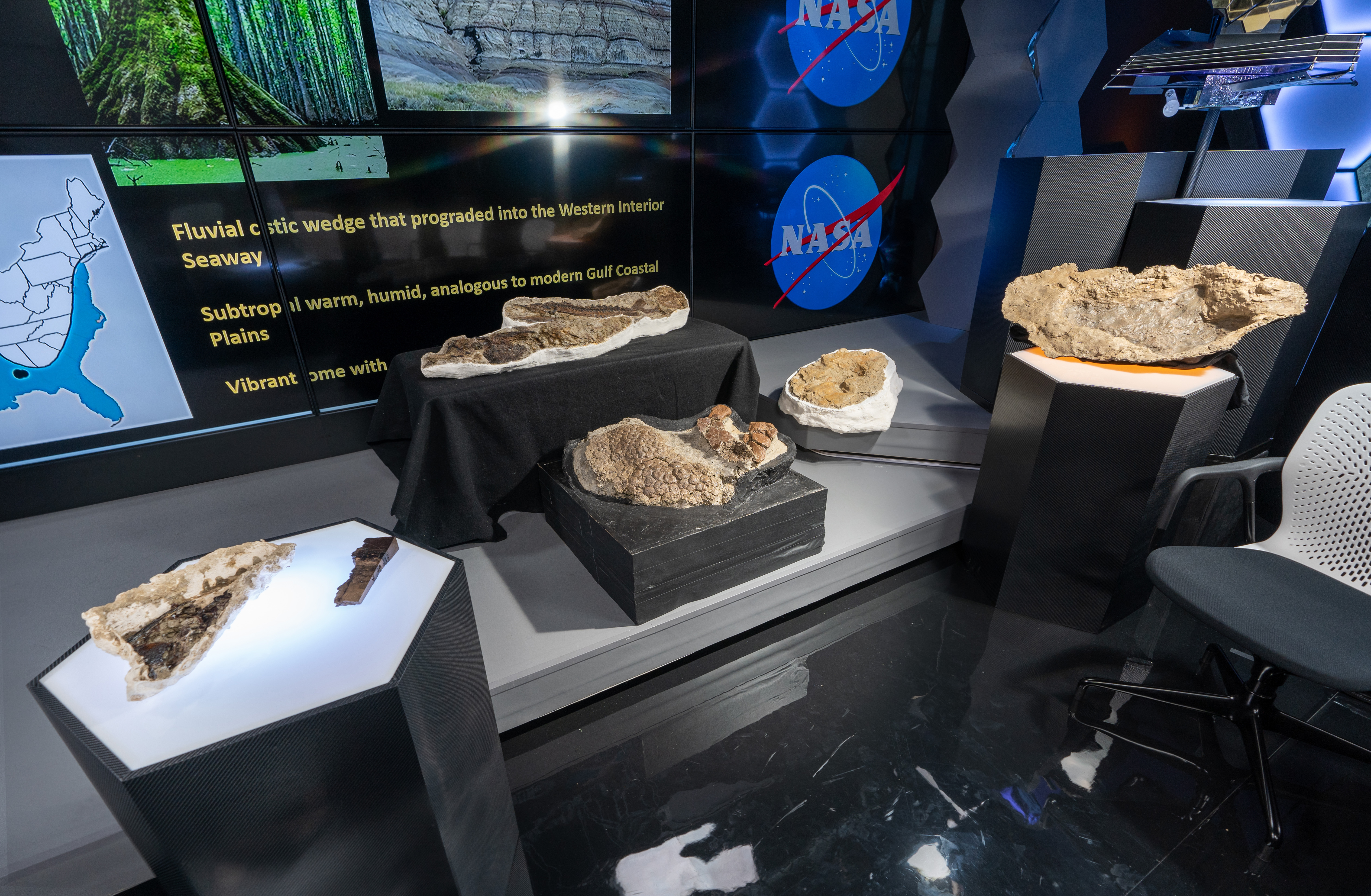
Vari fossili provenienti dal sito di Tanis

Il sito venne originariamente scoperto nel 2008 dal professor Steve Nicklas dell'Università della Georgia del Nord e dal paleontologo di campo Rob Sula. Il loro team rimosse con successo le giacche da campo fossili che contenevano esemplari fossili articolati di storioni, pesci spatola e amie. Questi fossili furono consegnati per la ricerca al Field Museum of Natural History di Chicago. Riconoscendo la natura unica del sito, Nicklas e Sula coinvolsero Robert DePalma, uno studente laureato dell'Università del Kansas, per eseguire ulteriori scavi. Il sito è stato sistematicamente scavato da Robert DePalma per diversi anni a partire dal 2012, lavorando in quasi totale segretezza. Le principali scoperte sono state presentate in due documenti di conferenza nell'ottobre 2017. Il documento completo che introduceva Tanis è stato ampiamente trattato dai media di tutto il mondo il 29 marzo 2019, prima della sua pubblicazione ufficiale tre giorni dopo. Tra i coautori figurano Walter Alvarez e Jan Smit, entrambi rinomati esperti dell'impatto e dell'estinzione K-Pg.
A Tanis, a differenza di qualsiasi altro sito Lagerstätte noto, sembra che circostanze specifiche abbiano consentito la conservazione di dettagli istantanei risalenti al giorno dell'impatto. Questi includono reperti che consentono l'esame degli effetti diretti su piante e animali al momento del grande impatto, avvenuto a circa 3.000 km di distanza dal sito. Gli eventi di Tanis si sono verificati troppo presto per essere causati dai megatsunami previsti da qualsiasi grande impatto vicino a grandi masse d'acqua. Invece, onde sismiche molto più veloci provenienti da terremoti di magnitudo 10 - 11,5 hanno probabilmente raggiunto l'area di Hell Creek appena dieci minuti dopo l'impatto, creando onde sessa alte tra i 10 e i 100 metri nel Mare Interno Occidentale. Il sito faceva parte di una curva di un antico fiume sulla riva occidentale del canale marittimo, e fu inondato con grande forza da queste onde, che trasportarono animali e piante di mare, terra, acqua dolce e altri detriti per diverse miglia nell'entroterra. Le onde sessa hanno esposto e coperto il sito due volte, poiché milioni di minuscole goccioline di microtectite e detriti dall'impatto arrivavano su traiettorie balistiche dalla loro sorgente in quella che oggi è la penisola dello Yucatán.
I risultati riportati includono:
- animali e materiale vegetale conservati in dettaglio tridimensionale e talvolta in posizione verticale, piuttosto che pressati in un piano orizzontale, i loro resti gettati insieme dai massicci movimenti delle onde;
- pesci cartilaginei d'acqua dolce e salata e rettili marini articolati trovati insieme a chilometri nell'entroterra, con molti microtectiti (particelle di detriti fusi dall'impatto) incastonati nelle loro branchie mentre cercavano di respirare;
- due nuove specie di storione: †Acipenser preparatorum e †Acipenser anisinferos;[5]
- due nuove specie di pesce spatola: †Parapsephurus willybemisi e †Pugiopsephurus inundatus;[6]
- milioni di microtectiti primarie (non rielaborate) "quasi perfette", "quasi indistinguibili" nella composizione chimica dalle tectiti di Chicxulub precedentemente conosciute, sepolte contemporaneamente ai fossili, nei loro stessi fori d'impatto nel fango morbido del letto del fiume, e anche conservate nell'ambra sui tronchi degli alberi;
- grandi piume primitive, lunghe 30–40 centimetri con rachidi di 3,5 millimetri che si ritiene provengano da grandi dinosauri;
- una tartaruga uccisa tramite impalamento da un ramo di un albero, trovata nella parte superiore di due unità di deposito di marea, circondata da materiale espulso (ulteriore prova della violenza dell'evento di estinzione);[7][8]
- resti frammentari e disarticolati di quasi tutti i gruppi di dinosauri conosciuti da Hell Creek;
- fossili di cuccioli e uova intatte con embrioni fossili;
- fossili di pterosauri per i quali non esistono altri fossili risalenti a quel quel tempo;
- formicai inondati con formiche all'interno e camere piene di detriti di asteroidi;
- piccole tane abitate da alcuni dei primi mammiferi della zona dopo l'impatto;
- un esemplare di Thescelosaurus mummificato parzialmente conservatosi con la pelle ancora intatta, dissotterrato nel 2022;[9]

L'analisi degli scheletri dei pesci ha rilevato che si trovavano nella fase primaverile dei loro cambiamenti ciclici annuali, il che implica che l'impatto si sia verificato in primavera.
Le centinaia di resti di pesci sono distribuiti in base alle dimensioni e generalmente mostrano prove di tetania (una postura del corpo correlata al soffocamento nei pesci), suggerendo il soffocamento di un'intera popolazione. I resti fragili che si estendono tra gli strati di detriti mostrano che il sito è stato creato in un singolo breve evento.
La natura eccezionale dei risultati e delle conclusioni ha portato alcuni scienziati ad attendere ulteriori accertamenti prima di concordare che le scoperte di Tanis fossero state correttamente comprese. Nel frattempo il sito continua ad essere esplorato.

## Descrizione del sito
I dettagli del sito sono i seguenti: 

### Il fiume Tanis
Il sito era originariamente una barra di punta, un'area di deposito a forma di mezzaluna con una pendenza dolce che si accumula nella curva interna dei corsi d'acqua e fiumi sotto un pendio. Le barre di punta sono comuni nei corsi d'acqua maturi o tortuosi. Sia il sito che il fiume sono stati chiamati Tanis.
Dalle dimensioni dei depositi sotto i detriti dell'alluvione, il fiume Tanis era un fiume "grande e profondo" con una barra di punta vicina alle dimensioni più grandi ritrovati a Hell Creek, suggerendo un fiume largo decine o centinaia di metri. Il fiume scorreva verso est da un'area interna a ovest, e il sito stesso si trovava in un'antica valle fluviale vicino alla sponda occidentale del Mare Interno Occidentale. Sebbene altre inondazioni siano evidenziate a Hell Creek, il deposito di Tanis non sembra essere correlato a nessun'altra trasgressione marina nota (movimento della linea di costa interna).  
Le caratteristiche del sito includono:
- "la linea costiera terminale-Cretacica, fluttuante e reticolata, non era lontana dalla regione di Tanis"
- "Il deposito dell'evento è un letto spesso 1,3 metri che mostra una pendenza complessiva che va dalla sabbia grossolana ad limo/argilla fine ed è associato a un fiume largo e sinuoso, profondamente inciso... [e] sovrasta nettamente la superficie in pendenza di una barra di punta..."
- "la barra di punta mostra ~10,5 metri di variazione di elevazione isocrona lungo la sua superficie inclinata e la sua larghezza si estende <50 metri perpendicolarmente alla direzione del flusso dell'antico fiume. Queste dimensioni sono nella gamma di dimensioni superiori per le barre di punta nella Formazione Hell Creek e si confrontano favorevolmente con ... fiumi moderni con grandi canali che sono larghi da decine a centinaia di metri"
- "[I depositi di alluvione dell'evento sono] indicativi di una direzione di flusso verso ovest o verso l'interno che è opposta alla corrente naturale (antica) del ... fiume Tanis"
- "[Il] Deposito dell'Evento è limitato a (un'antica) valle fluviale ed è vistosamente assente dalle pianure alluvionali adiacenti."
- "Tanis mostra uno scenario deposizionale insolito in quanto altamente favorevole alla conservazione eccezionale (in gran parte tridimensionale) di molte carcasse articolate (Konservat-Lagerstätte). Tali Konservat-Lagerstätten sono rari ... perché richiedono circostanze deposizionali specifiche. Tanis è l'unico sito noto nella Formazione Hell Creek in cui tali condizioni sono soddisfatte, [quindi] il deposito attesta la natura eccezionale dell'[Evento]. I risultati escludono ciascuno la correlazione con le incursioni marine di Cantapeta o Breien (inondazioni dirette verso l'entroterra) ... il Deposito dell'Evento Tanis non può essere correlato con le note trasgressioni marine di Hell Creek."

### Il deposito dell'evento
Il deposito stesso è spesso circa 1,3 metri, e si sovrappone nettamente alla barra di punta, in modo simile a un drappeggio. È composto da due strati con sabbia e granulometria di limo (sabbie grossolane sul fondo, particelle di limo/argilla più fini sulla parte superiore). Può essere diviso in due strati, uno strato inferiore spesso circa 0,5 metri ("unità 1") e uno strato superiore spesso circa 0,8 metri ("unità 2"), ricoperto da uno strato di 1-2 centimetri di tonstein da impatto che è indistinguibile da altri materiali di espulsione da impatto KPg a doppio strato trovati a Hell Creek e, infine, uno strato spesso circa 6 centimetri di resti di piante. Gli elementi scavati nel sito, come la presenza di tane e tracce di vita, mostrano che la barra di punta di questo fiume rimase esposta all'aria per un tempo considerevole, prima che un evento improvviso, turbolento e ad alta energia riempisse queste tane e depositasse i depositi. L'evento comprendeva onde con un'altezza di almeno 10 metri (la distanza verticale percorsa da un'onda dopo aver raggiunto la terraferma).

## Altri media
Un documentario della BBC su Tanis, intitolato Dinosaurs: The Final Day, con Sir David Attenborough, è stato trasmesso il 15 aprile 2022. Questo programma è stato anche trasmesso come "Dinosaur Apocalypse: The Last Day" su PBS Nova a partire dall'11 maggio 2022.